# Phare de Punta Paratella
Le phare de Punta Paratella (en italien : Faro di Punta Paratella) est un phare actif situé sur l'île de Gorgone (archipel toscan) faisant partie du territoire de la commune de Livourne (province de Livourne), dans la région de Toscane en Italie. Il est géré par la Marina Militare.

## Histoire
Le phare, mis en service en 1937, est situé à l'extrémité nord de l'île de Gorgone, à environ 28 km au large de Livourne. Il est entièrement automatisé et alimenté par des panneaux photovoltaïques.

## Description
Le phare est une tour circulaire en fibre de verre blanc de 5 m de haut, avec galerie et lanterne. La tourelle est totalement blanche. Il émet, à une hauteur focale de 105 m, un long éclat blanc de deux secondes toutes les dix secondes. Sa portée est de neuf milles nautiques (environ 17 km).
Identifiant : ARLHS : ITA-... ; EF-1983 - Amirauté : E1392 - NGA : .... .

## Caractéristiques dufeu maritime
Fréquence : 10 s (W)
- Lumière : 2 secondes
- Obscurité : 8 secondes

|                 |
| Archipel Toscan |

### Lien connexe
- Liste des phares de l'Italie